# Депортация украинских детей в Беларусь
Депортация украинских детей в Беларусь из оккупированной территории Украины началась после полномасштабного вторжения Российской Федерации. На момент ноября 2023 года был установлен факт вывоза более 2400 детей. Их содержание осуществляется в 13 белорусских государственных учреждениях. Членом ОПКБ Павлом Латушко были поданы материалы в международный уголовный суд в Гааге, которые указывают на непосредственное участие Александра Лукашенко в вывозе украинских детей. По мнению экспертов по международному праву и представителей правительства США вывоз детей в Беларусь потенциально является военным преступлением.

## Хронология
В 2022 году российская и белорусская железная дорога обеспечивала перевозку украинских детей через Россию в Беларусь с временно оккупированных территорий. В марте 2022 года по указанию Алексея Талая из Украины в Беларусь была перевезена первая группа детей. В этом же месяце с одной из групп лично встретился Александр Лукашенко. В июне 2022 года группу детей, размещённых на территории санатория «Волма», отвозят в воинскую часть внутренних войск, где им демонстрируют огнестрельное оружие, военный парад и рукопашный бой. В сентябре 2022 года в рамках поддержки «реабилитации» Советом министров Союзного государства принято постановление о вывозе 1050 детей из Украины в Беларусь. 14 сентября 2022 года Министерством образования и науки так называемой ДНР из учреждения «Школа № 4 — кадетский корпус» отбираются дети для вывоза в белорусский оздоровительный лагерь «Дубрава», принадлежащий «Беларуськалию». С сентября по октябрь 2022 года 1050 детей из Украины были перевезены в «Дубраву». 25 октября 2022 года секретарь Союзного государства Дмитрий Мезенцев и Алексей Талай встретились с украинскими детьми на территории лагеря «Дубрава». В декабре 2022 года Следственный комитет РФ создаёт в луганском учебно-воспитательном комплексе имени Георгия Берегового кадетский класс полностью состоящий из украинских детей, которых позднее вывезли в Беларусь и в августе 2023 года подвергли перевоспитанию. Также в декабре группа детей из оккупированной Горловки была вывезена Талаем на экскурсию для ознакомления с Внутренними войсками РБ.
В марте 2023 года Управление образования администрации оккупированной Горловки установило «квоту» на четырёх детей в возрасте от 9 до 15 лет для отправки в белорусский оздоровительный лагерь «Дубрава». 10 марта 2023 года Алексей Талай попросил у Союзного государства помощь в организации перевозки из Украины в Беларусь 2000 детей. 21 марта 2023 года Дмитрий Мезенцев пишет письмо на имя генерального директора РЖД о намерении в 2023 году в кооперации с Алексеем Талаем перевезти из Украины в Беларусь более 2000 детей, из которых 1050 будут вывезены через Ростов в первом полугодии 2023 года, а 950 — во втором. 28 апреля 2023 года на встрече Талая с российским послом в Беларуси Борисом Грызловым обсуждались вопросы «реабилитации детей из присоединённых российских регионов», а также инициативы направленные на «сохранение исторической правды о Великой Отечественной войне». С апреля по май 2023 года более 1000 детей были вывезены из Украины в минский лагерь «Дубрава». По сообщениям, которые появились в июне 2023 года, Министерство образования так называемой ЛНР готовит доверенности на отправку в Беларусь 30 украинских детей-сирот. 3 июня Мезенцев заявил, что в Минск было перевезено более 2000 детей из оккупированного Донецка и Луганска. 20 июня вышел отчёт ОБСЕ, в котором говорится, что минимум одному ребёнку, вывезенному в Беларусь по медицинским показаниям, срок пребывания был продлён по не связанным с медициной причиной, что по мнению авторов отчёта является нарушением статьи 78 Дополнительного протокола I к Женевским конвенциям. Также в июне этого года Следственный комитет РФ выявлял детей оккупированных школ, которые подлежат транспортировке в Беларусь. В августе 2023 года Лукашенко заявил, что он с Путиным координировал вывоз украинских детей за средства Союзного государства, а также что он и Путин согласовывают финансируют транспортировку детей с оккупированных территорий в Беларусь. Также в августе группа из 5 детей с оккупированных территорий для «патриотического воспитания» была доставлена в белорусский «Зубрёнок», где их переодевали в военную форму со знаками различия содержащими букву «Z». 18 сентября 2023 года группа из 48 украинских детей была доставлена в Новополоцк. Поездка была организована фондом Алексея Талая и засвидетельствовала о постоянном вывозе фондом детей из Украины в Беларусь. На фотографиях дети запечатлены с красно-зелёным государственным флагом в окружении милиции и ОМОНа. По сообщениям белорусских государственных медиа, дети «поблагодарили» белорусские власти. 30 октября 2023 года группа из 37 детей при содействии Алексея Талая прибыла в Беларусь, где дети подверглись перевоспитанию.
31 июля 2023 года Беларусский расследовательский центр выпустил расследование с утверждением о том, что к вывозу украинских детей в Беларусь причастен Владимир Кулаков (супруг Татьяны Кулаковой, сестры жены Дмитрия Лукашенко Анны), а также сам Дмитрий Лукашенко и его «Президентский спортивный клуб».

## Вывезенные дети
В основном были вывезены дети в возрасте от 6 до 17 лет из 17 городов Украины. Многие дети относятся к крайне уязвимым слоям населения. Среди них также сироты, инвалиды, «усыновлённые» и дети из малообеспеченных семей.

## Места содержания
Дети были перевезены в 13 белорусских учреждений. Из не менее 2442 детей более 2050 были отправлены в оздоровительные лагерь «Дубрава». Остальные примерно 392 ребёнка размещались в иных 12 учреждениях.
Среди мест содержания были установлены следующие учреждения:
- Санаторий Волма
- Санаторий Зелёный бор
- Санаторий Золотые пески
- Гостиница «Беларусь»
- Общежитие завода Полимир
- Лагерь Березка
- Лагерь Заря
- Оздоровительный центр Зубрёнок
- ДОЛ Дубрава
- Старобинская городская больница
- Солигорская ЦРБ
- Pеабилитационно-оздоровительный центр Колос
- Республиканская детская больница медицинской реабилитации

## Правовая оценка
В конце мая 2023 года представитель ОПКБ и бывший белорусский министр Павел Латушко представил украинским прокурорам имена и данные десятка детей, которые были вывезены с оккупированных территорий в детские лагеря Беларуси. Украинская прокуратура подтвердила факт проведения расследования по материалам Латушко. В июне 2023 года Павел Латушко передал в международный уголовный суд в Гааге информацию о более 2100 детей из 15 оккупированных украинских городов, которые подверглись насильственному вывозу в Беларусь. Лукашенко заявил, что обвинения являются «безумными». 7 ноября 2023 года Павел Латушко представил в гаагский суд второе досье, которое доказывает, по его мнению, личную причастность Лукашенко к незаконному вывозу детей в Беларусь. В досье также содержится информация о «программе перевоспитания» с целью «изменения менталитета детей в соответствии с российскими мировоззренческими установками».
По мнению экспертов по международному праву и представителей правительства США прибытие украинских детей в Беларусь потенциально является военным преступлением.
Международная федерация обществ Красного Креста и Красного Полумесяца приостановила членство Белорусского Красного Креста (БКК) после того, как генеральный секретарь БКК Дмитрий Шевцов признался в вывозе детей с аннексированных территорий Украины. 5 декабря 2023 года Шевцова по той же причине внесли в список специально обозначенных граждан и заблокированных лиц США. 23 февраля 2024 года США расширили санкции на Талая, Австралия ввела санкции против Шевцова, а Европейский союз — против мэра Новополоцка Дмитрия Демидова, ОО «Дельфины» (организация, участвовавшая в вывозе украинских детей в Беларусь), директора «Дельфинов» Ольги Волковой, а также Шевцова, Талая и его фонда; 1 марта к европейским санкциям присоединилась Швейцария. В сентябре 2024 года санкции против Шевцова ввела Новая Зеландия. Кроме того, в ноябре 2023 года Талай и его фонд попали в санкционный список Украины.
В сентябре 2024 года украинские и белорусские активисты передали в Международный уголовный суд в Гааге доклад о причастности Александра Лукашенко и других представителей белорусской власти к депортациям и перевоспитанию украинских детей. Авторы доклада призвали МУС выдать ордера на арест Лукашенко, Талая и других причастных к депортации украинских детей.